# Modulform
Der klassische Begriff einer Modulform ist der Oberbegriff für eine breite Klasse von Funktionen auf der oberen Halbebene (elliptische Modulformen) und deren höherdimensionalen Verallgemeinerungen (z. B. siegelsche Modulformen), der in den mathematischen Teilgebieten der Funktionentheorie und Zahlentheorie betrachtet wird. Der moderne Begriff einer Modulform ist dessen umfassende Neuformulierung in Termen der Darstellungstheorie (automorphe Darstellungen) und arithmetischen Geometrie (p-adische Modulformen).
Klassische Modulformen sind Spezialfälle der sogenannten automorphen Formen. Neben Anwendungen in der Zahlentheorie haben sie zum Beispiel auch wichtige Anwendungen in der Stringtheorie und algebraischen Topologie.
Modulformen sind komplexwertige Funktionen mit bestimmten Symmetrien (vorgeschriebenes Transformationsverhalten unter der Modulgruppe SL {\displaystyle (2,\mathbb {Z} )} oder deren Kongruenzuntergruppen). Sie hängen eng mit Gittern in der komplexen Ebene, doppeltperiodischen Funktionen (elliptischen Funktionen) und diskreten Gruppen zusammen.

## Geschichte
Die Anfänge der Theorie gehen auf Carl Friedrich Gauß zurück, der Transformationen spezieller Modulformen unter der Modulgruppe im Rahmen seiner Theorie des arithmetisch-geometrischen Mittels im Komplexen betrachtete (ein Fundamentalbereich zu {\displaystyle \Gamma (2)} findet sich in seinen Aufzeichnungen schon 1805). Begründer der klassischen (rein analytischen) Theorie der Modulformen des 19. Jahrhunderts sind Richard Dedekind, Felix Klein, Leopold Kronecker, Karl Weierstraß, Carl Gustav Jacobi, Gotthold Eisenstein und Henri Poincaré. Ein bekanntes Beispiel für die Anwendung von Modulformen in der Zahlentheorie war der Satz von Jacobi (Anzahl der Darstellungen einer Zahl durch vier Quadrate). Die moderne Theorie der Modulformen entstand in der ersten Hälfte des 20. Jahrhunderts durch Erich Hecke und Carl Ludwig Siegel, die Anwendungen in der Zahlentheorie verfolgten. Hier spielt die Theorie der Hecke-Operatoren, die im Raum der Modulformen wirken, und mit ihnen definierter Dirichletreihen (Hecke L-Reihe) eine besondere Rolle. Modulformen in Termen der Darstellungstheorie stammen von Robert Langlands (Langlands-Programm). p-adische Modulformen treten zuerst bei Nicholas Katz und Jean-Pierre Serre auf.
Modulformen spielten auch eine zentrale Rolle im Beweis der Vermutung von Fermat (Modularitätssatz, der wiederum ein Spezialfall der 2006 bewiesenen Serre-Vermutung ist), die Modulformen mit Galoisdarstellungen der absoluten Galoisgruppe von Zahlkörpern verbindet. Sowohl beim Beweis der Lösung des Gaußschen Klassenzahlproblems durch Kurt Heegner als auch des letzten Teils der Weil-Vermutungen (Riemann-Hypothese) und damit verbunden der Ramanujan-Vermutung durch Pierre Deligne spielten Modulformen eine wichtige Rolle wie auch beim Beweis von Maryna Viazovska (2016), dass das E8-Gitter in acht Dimensionen und das Leech-Gitter in 24 Dimensionen dichteste Kugelpackungen liefern (die Thetafunktionen dieser beiden Gitter sind Modulformen, siehe unten).
Modulformen kodieren häufig arithmetische Informationen der algebraischen Zahlkörper, sind aber viel einfacher rechnerisch zugänglich, teilweise schon mit Computeralgebra-Programmen, und die Anzahl linear unabhängiger Modulformen bestimmten Typs ist beschränkt.

## Elliptische Modulformen für SL2(ℤ)

### Definition
Es sei
{\displaystyle \mathbb {H} :=\{z\in \mathbb {C} \mid \mathrm {Im} (z)>0\}}
die obere Halbebene, d. h. die Menge aller komplexen Zahlen mit positivem Imaginärteil.
Für eine ganze Zahl {\displaystyle k} heißt eine holomorphe bzw. meromorphe Funktion {\displaystyle f} auf der oberen Halbebene eine holomorphe bzw. meromorphe elliptische Modulform vom Gewicht {\displaystyle k} zur Gruppe {\displaystyle {\mbox{SL}}(2,\mathbb {Z} )} (volle Modulgruppe), wenn sie
- die Funktionalgleichung

{\displaystyle f\!\left({\frac {az+b}{cz+d}}\right)=(cz+d)^{k}f(z)} für alle {\displaystyle z\in \mathbb {H} } und {\displaystyle a,b,c,d\in \mathbb {Z} } mit {\displaystyle ad-bc=1}
erfüllt und
- „holomorph bzw. meromorph im Unendlichen“ ist. Das bedeutet, dass die Funktion

{\displaystyle {\tilde {f}}(q)=f(z)} mit {\displaystyle q=e^{2\pi \mathrm {i} \,z}}
(die Fourier- oder q-Entwicklung von f) holomorph bzw. meromorph an der Stelle {\displaystyle q=0} ist.
Ist {\displaystyle f(z)} meromorph und {\displaystyle k=0}, so nennt man {\displaystyle f} eine Modulfunktion. Modulfunktionen haben ein besonders einfaches Verhalten unter der Modulgruppe:
{\displaystyle f\left({\frac {az+b}{cz+d}}\right)=f(z)}
Holomorphe Modulfunktionen sind uninteressant, da aufgrund des Satzes von Liouville die einzigen holomorphen Modulfunktionen die konstanten Funktionen sind. Man nennt die holomorphen Modulformen auch ganze Modulformen. Verschwindet eine solche ganze Modulform darüber hinaus im Unendlichen {\displaystyle \mathrm {Im} (z)\to \infty } (in der Spitze, englisch cusp, {\displaystyle q=0}), so nennt man sie Spitzenform. Genauer verschwindet eine Spitzenform vom Gewicht {\displaystyle k} für {\displaystyle \mathrm {Im} (z)\to \infty } wie {\displaystyle (\mathrm {Im} (z))^{-k}}. Die j-Funktion ist dagegen eine in der oberen Halbebene holomorphe Modulfunktion bis auf einen einfachen Pol in der Spitze, also ein Beispiel für Meromorphie. Aus der Definition folgt, dass eine Modulform für ungerades {\displaystyle k} identisch verschwindet.
Die in der Definition der Modulform verwendeten speziellen Möbiustransformationen bilden die Modulgruppe
{\displaystyle {\text{SL}}(2,\mathbb {Z} )=\left\{\left.{\begin{pmatrix}a&b\\c&d\end{pmatrix}}\right|a,b,c,d\in \mathbb {Z} ,\ ad-bc=1\right\}.}

Fundamentalbereich der Modulgruppe

Die Modulgruppe wird auch mit {\displaystyle \Gamma } bezeichnet. Die Modulformen sind durch ihr einfaches Transformationsverhalten gegenüber der Modulgruppe gekennzeichnet. Die Modulgruppe bildet die obere Halbebene {\displaystyle \mathbf {H} } auf sich ab und wird durch die Matrizen
{\displaystyle S={\begin{pmatrix}0&-1\\1&0\end{pmatrix}},\qquad T={\begin{pmatrix}1&1\\0&1\end{pmatrix}}}
erzeugt. Diese Matrizen beschreiben geometrisch eine Spiegelung an einem Kreis (Inversion) und eine Translation.
Das Verhalten der Modulform vom Gewicht {\displaystyle k} unter diesen Erzeugenden ist
{\displaystyle f(-1/z)=z^{k}f(z),\qquad f(z+1)=f(z)}
und aus letzterer Gleichung ergibt sich, dass die Modulform periodisch ist. Daher ist die Fourierentwicklung {\displaystyle {\tilde {f}}(q)} für {\displaystyle 0<|q|<1} wohldefiniert und holomorph bzw. meromorph. Mit den Fourierkoeffizienten {\displaystyle a_{n}} hat man die Fourierreihe (auch q-Entwicklung genannt)
{\displaystyle f(z)=\sum _{n=-m}^{\infty }a_{n}e^{2\pi \mathrm {i} \,nz}=\sum _{n=-m}^{\infty }a_{n}q^{n}},
wobei {\displaystyle m} die Ordnung des Pols von {\displaystyle f} in der Spitze {\displaystyle q=0} genannt wird (Imaginärteil von {\displaystyle z} gegen Unendlich). Die Modulform ist bei negativen Fouriergliedern meromorph in der Spitze. Bei einer Spitzenform verschwindet {\displaystyle f} bei {\displaystyle q=0} ({\displaystyle a_{0}=0}), das heißt, die nichtverschwindenden Fourierkoeffizienten beginnen bei einem positiven {\displaystyle n}, das dann Ordnung der Nullstelle von {\displaystyle f} in der Spitze genannt wird.
In der komplexen Ebene ist eine Modulform durch ihre Werte im Fundamentalbereich {\displaystyle \mathbb {H} /\Gamma } definiert, der in der nebenstehenden Abbildung grau gefärbt ist. Er ist ein Dreieck mit einer Spitze im Unendlichen. Jedes der durch Geraden oder Kreise begrenzten fundamentalen Dreiecke entsteht durch Anwendung von Operationen der Modulgruppe auf den Fundamentalbereich. Die Anwendung der Modulgruppe lässt sich beliebig fortsetzen und ergibt eine immer feinere Einteilung, die aber in der Abbildung an einem bestimmten Punkt abgebrochen wurde.
Die Abbildung stellt die berühmte Modulfigur dar, die zum Beispiel von M. C. Escher in mehreren Graphiken künstlerisch dargestellt wurde.

### Beispiele und Zusammenhang mit Gittern
Die einfachsten Beispiele für ganze Modulformen vom Gewicht {\displaystyle k} sind die sogenannten Eisensteinreihen {\displaystyle G_{k}}, für eine Modulfunktion die j-Funktion oder absolute Invariante und für eine Spitzenform die Diskriminante {\displaystyle \Delta }.
Die Modulgruppe hat die wichtige Eigenschaft, dass sie Gitter {\displaystyle \Lambda } in der komplexen Ebene auf sich abbildet. Diese Gitter werden von zwei komplexen Zahlen {\displaystyle \omega _{1},\omega _{2}\in \mathbb {C} \setminus \{0\}} mit {\displaystyle \tau ={\tfrac {\omega _{1}}{\omega _{2}}}\not \in \mathbb {R} } aufgespannt:
{\displaystyle \Lambda :=\left\{m\omega _{1}+n\omega _{2}\mid m,n\in \mathbb {Z} \right\}}
Sie lassen sich als Parallelogramme in der komplexen Zahlenebene darstellen. Eine andere Basis des Gitters, gegeben durch zwei komplexe Zahlen {\displaystyle \alpha _{1},\alpha _{2}}, spannt genau dann dasselbe Gitter auf, wenn die beiden Basen durch ein Element der Modulgruppe ineinander transformiert werden (das folgt aus der Bedingung, dass die Determinante gleich 1 ist und aus der Ganzzahligkeit):
{\displaystyle {\begin{pmatrix}\alpha _{1}\\\alpha _{2}\end{pmatrix}}={\begin{pmatrix}a&b\\c&d\end{pmatrix}}{\begin{pmatrix}\omega _{1}\\\omega _{2}\end{pmatrix}}}
Setzt man {\displaystyle \tau ={\tfrac {\omega _{1}}{\omega _{2}}}}, ergibt sich die oben angegebene Transformationsformel {\displaystyle \tau \to {\tfrac {a\tau +b}{c\tau +d}}} über eine Möbiustransformation.
Eisensteinreihen sind auf natürliche Weise auf diesen Gittern definiert:
{\displaystyle E_{k}(\Lambda )=\sum _{(0,0)\neq (m,n)\in \mathbb {Z} ^{2}}{\frac {1}{(m\omega _{1}+n\omega _{2})^{k}}}}
Oder mit {\displaystyle \tau ={\tfrac {\omega _{1}}{\omega _{2}}}} (also einem {\displaystyle \tau } aus der oberen Halbebene):
{\displaystyle E_{k}(\tau )=\sum _{(0,0)\neq (m,n)\in \mathbb {Z} ^{2}}{\frac {1}{(m+n\tau )^{k}}}}
Da das Gitter invariant unter der Modulgruppe ist, gilt dies auch für die Eisensteinreihen. Sie sind ganze Modulformen vom Gewicht {\displaystyle k}, wobei {\displaystyle k} gerade ist (sonst würde die Modulform identisch verschwinden, da über alle Gitterpunkte {\displaystyle \lambda } summiert wird, worunter sich auch {\displaystyle -\lambda } befindet). Damit die Reihen konvergieren, muss auch {\displaystyle k} größer als 2 sein.
Unter den Erzeugenden der Modulgruppe transformiert die Eisensteinreihe:
{\displaystyle E_{k}(-1/\tau )=\tau ^{k}E_{k}(\tau )}
{\displaystyle E_{k}(\tau +1)=E_{k}(\tau )}
Der Zusammenhang mit Gittern ergibt auch eine Verbindung von Modulformen zu elliptischen Funktionen, die als doppeltperiodische, meromorphe Funktionen auf einem solchen Gitter definiert sind (werden die Seiten des Gitters miteinander identifiziert, ergibt sich ein Torus mit topologischem Geschlecht {\displaystyle g=1}, die Riemannsche Fläche der elliptischen Funktionen). Am einfachsten wird das durch Betrachtung der Weierstraßschen ℘-Funktion deutlich. Meromorphe Modulformen vom Gewicht 0 sind auf den Isomorphieklassen der den elliptischen Funktionen zugrundeliegenden Gittern definiert. Die j-Invariante einer elliptischen Funktion kennzeichnet diese Isomorphieklassen, die damit von dieser Funktion der oberen Halbebene eindeutig parametrisiert werden. Sie ist eine Modulform vom Gewicht 0 und lässt sich als rationale Funktion aus Eisensteinreihen vom Gewicht 4 und 6 bilden, mit der modularen Diskriminante im Nenner, einer Modulfunktion vom Gewicht 12 (sie steht wiederum mit der Dedekindschen η-Funktion in Verbindung). Die j-Funktion hat viele interessante Eigenschaften, die sie wichtig für die Zahlentheorie (Konstruktion algebraischer Zahlkörper) und Gruppentheorie (die Fourierkoeffizienten ihrer q-Entwicklung stehen mit der Darstellung der Monstergruppe in Verbindung, moonshine) machen.
Der Zusammenhang von Modulformen und elliptischen Kurven setzt sich auch bei über Zahlkörpern definierten elliptischen Kurven fort, wo der oben erwähnte Modularitätssatz gilt, dass alle über Zahlkörpern definierten elliptischen Kurven sich durch Modulformen parametrisieren lassen (aus diesem Satz folgt die Fermatvermutung nach Andrew Wiles und anderen).
Ein weiteres Beispiel für Modulformen liefern Thetafunktionen, die auf Gittern definiert sind.
Beispielsweise liefert die Thetafunktion zu einem geraden, unimodularen Gitter {\displaystyle L} im {\displaystyle \mathbb {R} ^{n}}
{\displaystyle \vartheta _{L}(z)=\sum _{\lambda \in L}q^{\frac {\lambda \cdot \lambda }{2}}=\sum _{\lambda \in L}e^{\pi i\Vert \lambda \Vert ^{2}z}}
eine Modulform vom Gewicht {\displaystyle {\frac {n}{2}}}. Zum Beweis wird für das Verhalten unter Inversion die Poissonsche Summenformel benutzt. „Unimodular“ bedeutet, dass die Gitterdiskriminante gleich 1 ist und „gerade“, dass die Quadrate der Längen der Vektoren des Gitters {\displaystyle \lambda \cdot \lambda } alle gerade sind. Beispiele solcher Gitter (deren Dimension {\displaystyle n} durch 8 teilbar sein muss) sind das Leech-Gitter ({\displaystyle n=24}, als eines von 24 Niemeier-Gittern) und das Gitter des Wurzelsystems der speziellen Liegruppe {\displaystyle E_{8}} ({\displaystyle n=8}). Im Fall {\displaystyle n=8} ist sie also eine Modulform vom Gewicht 4, davon gibt es aber nur eine, die Eisenstein-Reihe vom Gewicht 4.

### Vektorräume der Modulformen
Für ungerades {\displaystyle k} ist stets {\displaystyle f=0}, die folgenden Aussagen gelten daher für gerades {\displaystyle k}.
Summen und Produkte von Modulformen sind wieder Modulformen. Die Modulformen vom Gewicht {\displaystyle k} bilden einen {\displaystyle \mathbb {C} }-Vektorraum, ebenso die ganzen Modulformen und auch die Spitzenformen.
Bezeichnet man diese Vektorräume mit {\displaystyle \mathbb {V} _{k},\mathbb {M} _{k}} und {\displaystyle \mathbb {S} _{k}}, so gilt:
{\displaystyle \mathbb {S} _{k}\subset \mathbb {M} _{k}\subset \mathbb {V} _{k}}
Für die Dimension dieser Vektorräume gilt ({\displaystyle k} sei eine positive gerade ganze Zahl):
{\displaystyle \mathrm {dim} \,\mathbb {M} _{k}={\begin{cases}\left[{\frac {k}{12}}\right],&{\mbox{falls}}\;k\equiv 2\;(\mathrm {mod} \ 12)\\\left[{\frac {k}{12}}\right]+1,&{\mbox{falls}}\;k\not \equiv 2\;(\mathrm {mod} \ 12)\end{cases}}}
{\displaystyle \mathrm {dim} \,\mathbb {S} _{k}={\begin{cases}\left[{\frac {k}{12}}\right]-1,&{\mbox{falls}}\;k\equiv 2\;(\mathrm {mod} \ 12)\\\left[{\frac {k}{12}}\right],&{\mbox{falls}}\;k\not \equiv 2\;(\mathrm {mod} \ 12)\end{cases}}}
Da durch die Multiplikation mit der Spitzenform {\displaystyle \Delta } (Diskriminante) vom Gewicht 12 ein Isomorphismus von {\displaystyle \mathbb {M} _{k-12}} nach {\displaystyle \mathbb {S} _{k}} gegeben ist, gilt
{\displaystyle \mathrm {dim} \,\mathbb {S} _{k}=\mathrm {dim} \,\mathbb {M} _{k-12},\quad \mathrm {falls} \quad k\geq 12.}
Die Modulräume {\displaystyle \mathbb {M} _{k}} für {\displaystyle k=0,4,6,8,10,14} sind eindimensional und werden erzeugt von den {\displaystyle 1,E_{4},E_{6},E_{4}^{2},E_{4}\cdot E_{6},E_{4}^{2}\cdot E_{6}} und für {\displaystyle k=12} zweidimensional, erzeugt von {\displaystyle (E_{4}^{3},E_{6}^{2})} mit den Eisensteinreihen {\displaystyle E_{4},E_{6}}. Allgemein kann man zeigen, dass alle Elemente von {\displaystyle \mathbb {M} _{k}} durch Polynome in {\displaystyle E_{4},E_{6}} erzeugt werden:
{\displaystyle f(z)=\sum _{a,b\in \mathbb {N}  \atop 4a+6b=k}\alpha _{a\,,\,b}E_{4}^{a}(z)\cdot E_{6}^{b}(z)}
mit Konstanten {\displaystyle \alpha _{a,b}}. Es ist aber häufig nützlicher, Basen von Eigenformen der Hecke-Operatoren zu verwenden (Atkin-Lehner-Theorie).
Hans Petersson führte das Petersson-Skalarprodukt im Raum der Spitzenformen ein und machte diese damit zu einem Hilbertraum. Man kann mit dem Satz von Riemann-Roch Aussagen über die Dimension der Vektorräume der Spitzenformen machen. Eisensteinreihen sind bezüglich des Petersson-Skalarprodukts orthogonal zu den Spitzenformen.
Ein Grund für die Nützlichkeit von Modulformen in unterschiedlichsten Anwendung ist, dass sie zwar häufig unterschiedliche Beschreibungen in den verschiedensten Anwendungen haben, man aber sofort Verbindungen unter den Modulformen findet, da die Vektorräume von relativ kleiner Dimension sind.

## Kongruenzuntergruppen
Statt für {\displaystyle \operatorname {SL} (2,\mathbb {Z} )} werden Modulformen auch für diskrete Untergruppen dieser Gruppe betrachtet, insbesondere für die sogenannten Kongruenzuntergruppen der Modulgruppe ({\displaystyle N} ist eine positive ganze Zahl):
{\displaystyle \Gamma _{0}(N)=\left\{\left.{\begin{pmatrix}a&b\\c&d\end{pmatrix}}\in \operatorname {SL} (2,\mathbb {Z} )\right|c\equiv 0{\pmod {N}}\right\}}
{\displaystyle \Gamma (N)=\left\{\left.{\begin{pmatrix}a&b\\c&d\end{pmatrix}}\in \operatorname {SL} (2,\mathbb {Z} )\right|c\equiv b\equiv 0{\pmod {N}},\quad a\equiv d\equiv 1{\pmod {N}}\right\}}
Die Zahl {\displaystyle N} heißt die Stufe der zugeordneten Modulformen. {\displaystyle \Gamma (N)} heißt auch die Hauptkongruenzgruppe der Stufe {\displaystyle N}. Jede Untergruppe von {\displaystyle \operatorname {SL} (2,\mathbb {Z} )}, die die Hauptkongruenzgruppe für eine Stufe {\displaystyle N} als Untergruppe enthält, wird Kongruenzuntergruppe genannt.
Bisweilen betrachtet man auch die Kongruenzuntergruppe
{\displaystyle \Gamma _{1}(N)=\left\{\left.{\begin{pmatrix}a&b\\c&d\end{pmatrix}}\in \operatorname {SL} (2,\mathbb {Z} )\right|a\equiv d\equiv 1{\pmod {N}},\quad c\equiv 0{\pmod {N}}\right\},}
die eine Mittelstellung einnimmt zwischen {\displaystyle \Gamma _{0}} (modulo {\displaystyle N} äquivalent zu oberer Dreiecksmatrix) und {\displaystyle \Gamma } (modulo {\displaystyle N} äquivalent zur Einheitsmatrix). Es gilt {\displaystyle \Gamma (N)\subseteq \Gamma _{1}(N)\subseteq \Gamma _{0}(N)\subseteq \operatorname {SL} (2,\mathbb {Z} )} und {\displaystyle \Gamma (1)=\Gamma _{1}(1)=\Gamma _{0}(1)=\operatorname {SL} (2,\mathbb {Z} )}.
Der Index der Kongruenzuntergruppen als Untergruppen von {\displaystyle \operatorname {SL} (2,\mathbb {Z} )} ist endlich und lässt sich explizit angeben. So ist:
{\displaystyle \left[\,\operatorname {SL} (2,\mathbb {Z} )\colon \Gamma _{0}(N)\,\right]=N\prod _{p\mid N}\left(1+{\frac {1}{p}}\right)}
{\displaystyle \left[\,\Gamma _{0}(N)\colon \Gamma (N)\,\right]=N^{2}\prod _{p\mid N}\left(1-{\frac {1}{p}}\right)}
Die Modulformen zu den Kongruenzuntergruppen {\displaystyle \Gamma _{0}} und {\displaystyle \Gamma _{1}} haben Fourierentwicklungen in {\displaystyle q}; die von {\displaystyle \Gamma (N)} für {\displaystyle N\geq 2} nicht unbedingt, da die Matrix ({\displaystyle a=d=1,b=1,c=0}) in der Transformationsmatrix nicht dazugehört (sie haben eine Fourierentwicklung in {\displaystyle q^{1/N}}). Es lässt sich aber immer zu einer Modulform für {\displaystyle \Gamma (N)} eine solche für {\displaystyle \Gamma _{1}(N^{2})} zuordnen (die eine Fourierentwicklung in {\displaystyle q} hat). Auch gibt es für Kongruenzuntergruppen kein so einfaches Kriterium für Spitzenformen (der konstante Fourierterm muss nicht unbedingt verschwinden wie bei der vollen Modulgruppe). Neben Modulformen mit Transformationsverhalten wie bei der vollen Modulgruppe diskutiert werden auch solche mit erweitertem Transformationsverhalten (Multiplikation mit einem Dirichlet-Charakter) betrachtet.
Mit diesen Kongruenzuntergruppen kann man die Quotientenräume wie {\displaystyle H\backslash \Gamma (N)=Y(N)} bilden, die durch Hinzunahme endlich vieler Punkte (Cusps, Spitzen der Kongruenzuntergruppe) in der erweiterten oberen Halbebene {\displaystyle H^{*}} kompaktifiziert werden, der entsprechende kompaktifizierte Quotientenraum heißt dann {\displaystyle X(N)}. Entsprechend spricht man bei der Kongruenzuntergruppe {\displaystyle \Gamma _{0}(N)} von {\displaystyle Y_{0}(N)} bzw. {\displaystyle X_{0}(N)} und bei {\displaystyle \Gamma _{1}(N)} von {\displaystyle Y_{1}(N),X_{1}(N)}. Nach Kompaktifizierung erhält man kompakte Riemannsche Flächen unterschiedlichen topologischen Geschlechts {\displaystyle g}. Die verschiedenen {\displaystyle X,Y} heißen auch Modulkurven.
Zum Beispiel ist {\displaystyle X(5)} die Riemannsphäre (Geschlecht 0) mit 12 Spitzen, die wie das Ikosaeder angeordnet sind. {\displaystyle X(7)} ist die Klein-Quartik mit Geschlecht 3 und 24 Spitzen. {\displaystyle X_{0}(N)} ist die klassische Modulkurve und wird auch häufig einfach nur als Modulkurve bezeichnet.
Modulkurven parametrisieren Äquivalenzklassen von elliptischen Kurven abhängig von der Art der Kongruenzuntergruppe und lassen sich rein algebraisch definieren und so auch über anderen Körpern als {\displaystyle \mathbb {C} } betrachten. Sie sind in der arithmetischen Geometrie von Bedeutung.

## Verallgemeinerungen, automorphe Formen
Modulfunktionen lassen sich durch Erweiterung der Art des Transformationsverhaltens und für andere Gruppen als die Modulgruppe verallgemeinern.
Zunächst wurden oben nur Modulformen zu ganzzahligem Gewicht {\displaystyle k} betrachtet, es gibt aber auch solche zu rationalen Werten, die auch eine Rolle in der Zahlentheorie spielen, so benutzte Jerrold Tunnell Modulformen zum Gewicht {\displaystyle k=3/2} bei der Lösung des Problems kongruenter Zahlen.
Beispielsweise kann man Funktionen betrachten, die sich durch Multiplikation mit einem automorphen Faktor transformieren:
{\displaystyle f\left({\frac {az+b}{cz+d}}\right)=\varepsilon (a,b,c,d)(cz+d)^{k}f(z)}
mit dem automorphen Faktor {\displaystyle \varepsilon (a,b,c,d)(cz+d)^{k}}, wobei {\displaystyle |\varepsilon (a,b,c,d)|=1}. Das sind Beispiele für automorphe Funktionen. Ein Beispiel ist die Dedekindsche Etafunktion. In der algebraischen Zahlentheorie werden auch häufig Modulfunktionen zur Kongruenzuntergruppe {\displaystyle \Gamma _{0}(N)} betrachtet mit einem automorphen Faktor, der mit dem Dirichlet-Charakter {\displaystyle \chi {\pmod {N}}} gebildet wird (Modulformen vom Gewicht {\displaystyle k}, Nebentypus {\displaystyle \chi } und Stufe {\displaystyle N}):
{\displaystyle f\left({\frac {az+b}{cz+d}}\right)=\chi (d)(cz+d)^{k}f(z)}
Sie sind für {\displaystyle z} in der oberen Halbebene definiert und holomorph in der Spitze.
Automorphe Formen sind für topologische Gruppen {\displaystyle G} (Lie-Gruppen) definiert und deren diskrete Untergruppen {\displaystyle \Gamma }. Das entspricht im Fall der Modulformen für die Modulgruppe {\displaystyle \operatorname {SL} (2,\mathbf {Z} )} der Modulgruppe selbst als diskreter Untergruppe der Liegruppe {\displaystyle \operatorname {SL} (2,\mathbf {R} )} oder den Kongruenzuntergruppen als diskreten Untergruppe der Modulgruppe. Das Transformationsgesetz wird hier allgemein mit Automorphiefaktoren definiert. Automorphe Formen sind Eigenfunktionen bestimmter Casimir-Operatoren von {\displaystyle G} (das entspricht bei den Modulfunktionen der Tatsache, dass diese analytische Funktionen in zwei Dimensionen sind, die die Laplacegleichung erfüllen, was dem Casimir-Operator für {\displaystyle \operatorname {SL} (2,\mathbf {R} )} entspricht) und erfüllen wie die Modulformen bestimmte Wachstumsbedingungen. Sie wurden schon im 19. Jahrhundert für Fuchssche Gruppen (diskrete Untergruppen von {\displaystyle \operatorname {SL} (2,\mathbf {R} )}) von Henri Poincaré betrachtet und in der Zahlentheorie Anfang des 20. Jahrhunderts von David Hilbert (Hilbertsche Modulformen für total reelle Zahlkörper {\displaystyle F} zur allgemeinen linearen Gruppe {\displaystyle GL_{2}^{+}({\mathcal {O}}_{F})} über dem Ring der ganzen Zahlen des Zahlkörpers, definiert als Modulform auf dem {\displaystyle m}-fachen Produkt der oberen Halbebene, mit {\displaystyle m} als Grad von {\displaystyle F} über den rationalen Zahlen).
Ein weiteres Beispiel automorpher Formen in mehreren komplexen Variablen sind Siegelsche Modulformen, die im siegelschen Halbraum definiert sind und automorphe Formen zur symplektischen Gruppe sind. Sie spielen eine ähnliche Rolle für die Parametrisierung abelscher Varietäten wie Modulformen für die Parametrisierung von elliptischen Funktionen (als jeweilige Modulräume) und wurden von Carl Ludwig Siegel ursprünglich in der Theorie quadratischer Formen betrachtet.
Auch Jacobiformen sind automorphe Funktionen in mehreren Variablen, zu ihnen gehören zum Beispiel die Weierstraßsche ℘-Funktion und die Jacobische Thetafunktion.
Automorphe Formen spielen eine wesentliche Rolle im Langlands-Programm, wo algebraische Gruppen in einem zahlentheoretischen Kontext betrachtet werden (als algebraische Gruppen über dem Adelring eines algebraischen Zahlkörpers) und deren Darstellungstheorie eine besondere Rolle spielt.
Weitere Beispiele von Erweiterungen des Konzepts von Modulformen sind die Mock-Thetafunktionen von S. Ramanujan bzw. Mock-Modulformen. Sie sind selbst keine Modulformen, lassen sich aber durch Addition einer nicht-holomorphen Komponente (Schatten der Mock-Modulform genannt) zu einer Modulform vervollständigen und fanden spektakuläre Anwendung in der Theorie der Partitionen durch Ken Ono, Jan Hendrik Bruinier und Kathrin Bringmann. Sie stehen nach Sander Zwegers in Zusammenhang mit Maaß-Formen bzw. Maaß-Wellenformen von Hans Maaß, nicht-analytischen automorphen Formen, die als Eigenfunktionen des invarianten (hyperbolischen) Laplace-Operators zum Gewicht {\displaystyle k} sind. Mock-Modulformen sind der holomorphe Anteil einer schwachen Maaßform, wobei sich das schwach auf die verlangten Wachstumsbedingungen bezieht.
Siegelsche und Hilbertsche Modulformen und Modulkurven sind Beispiele für Shimura-Varietäten.